# 14134 Penkala
A 14134 Penkala (ideiglenes jelöléssel 1998 RP42) a Naprendszer kisbolygóövében található aszteroida. A LINEAR projekt keretében fedezték fel 1998. szeptember 14-én.